# According to Hoyle
According to Hoyle er en amerikansk stumfilm fra 1922 af W.S. Van Dyke.

## Medvirkende
- David Butler som 'Boxcar' Simmons
- Helen Ferguson som Doris Mead
- Philip Ford som Jim Mead
- Fred J. Butler som Dude Miller
- Harry Todd som Jim Riggs
- Bud Ross som Silent Johnson
- Hal Wilson som Bellboy
- Francis X. Bushman